# Guscha GR
| GR ist das Kürzel für den Kanton Graubünden in der Schweiz. Es wird verwendet, um Verwechslungen mit anderen Einträgen des Namens Guscha zu vermeiden. |

Guscha (rätoromanisch für Baumstrunk/Rodung), früher deutsch Mutzen genannt, ist eine ehemalige deutschsprachige Walsersiedlung auf 1112 m ü. M. im Gebiet der ursprünglich rätoromanischen Gemeinde Maienfeld.
Die Siedlung gehörte zusammen mit der heutigen Alp Stürfis, Rofels, Bovel und Vatscherin zur Walsergemeinde Berg innerhalb der Stadt Maienfeld. Die abgelegene, überaus steile Lage des Dorfs führte im 20. Jahrhundert zu starker Abwanderung der Einwohner. Hatten im 18. Jahrhundert noch bis zu 180 Personen auf der Guscha gelebt, verliessen 1969 die beiden letzten Familien den Ort. Das Dorf wurde der Schweizer Armee verkauft, die das Gelände für Übungszwecke für den Waffenplatz St. Luzisteig nutzen wollte. Der Verein Pro Guscha kümmert sich seit 1974 um die übrig gebliebenen Gebäude und führt auf der Guscha eine Bergwirtschaft.

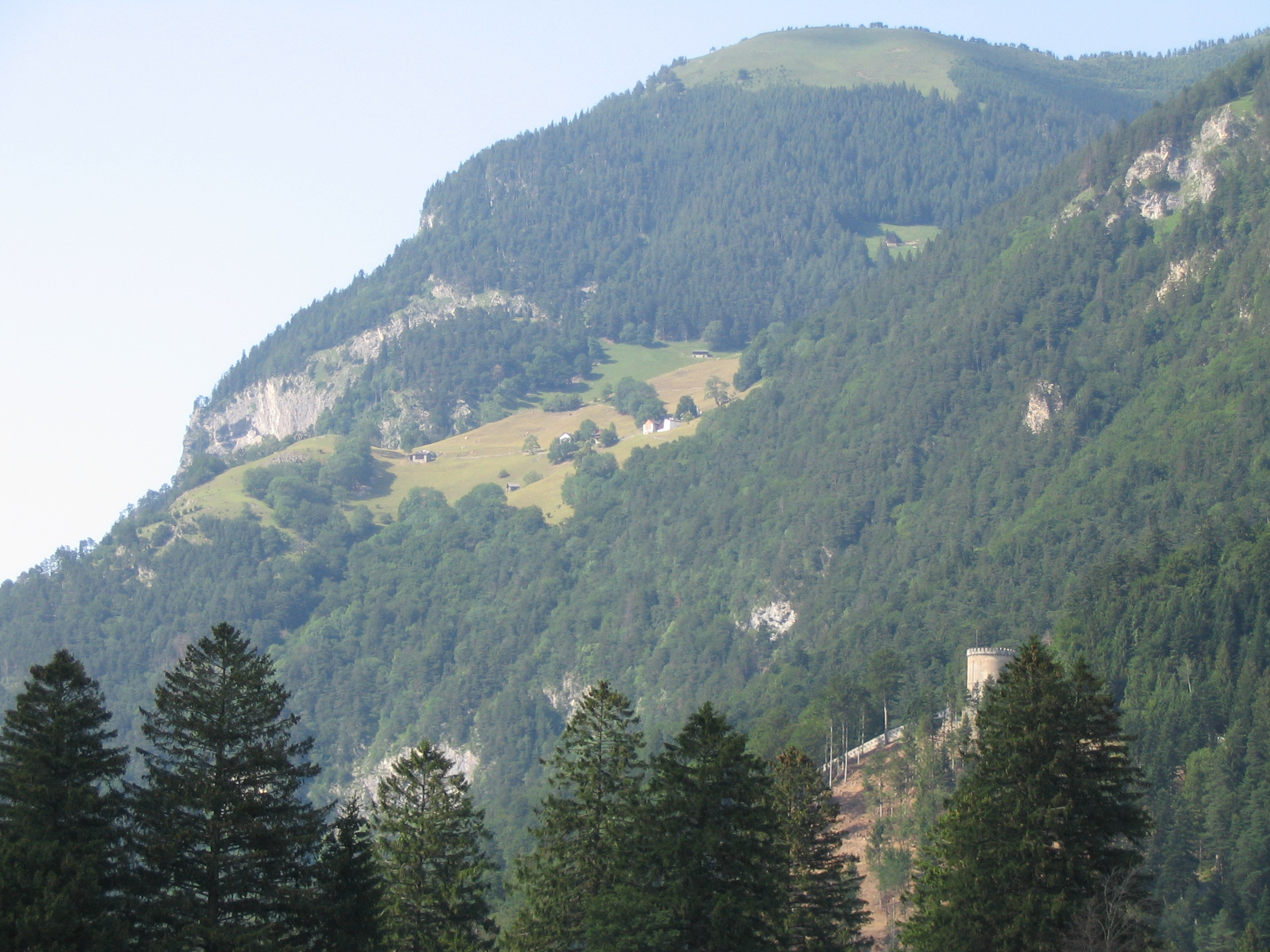
Guscha vom St. Luzisteig aus
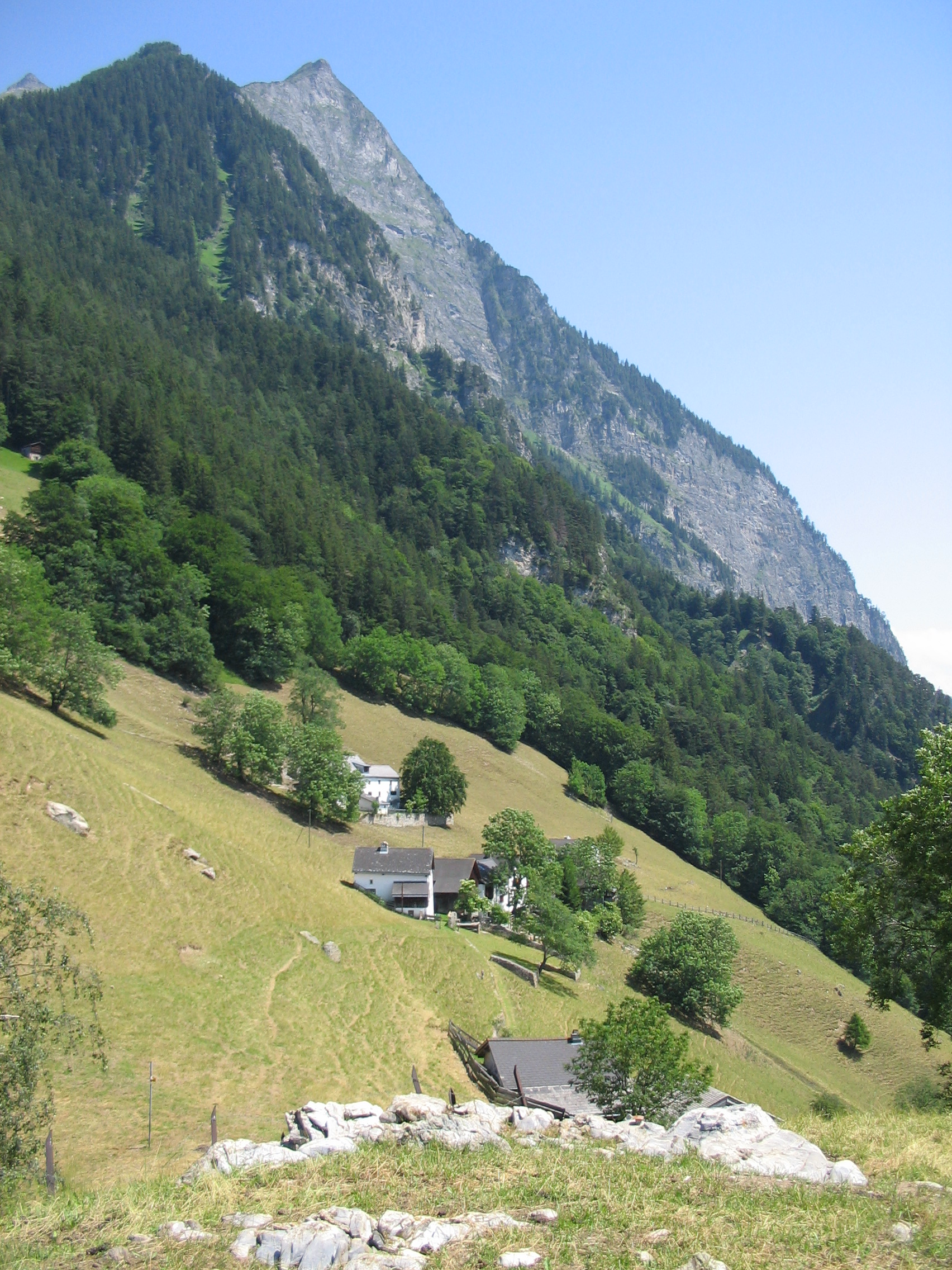
Vom Bühl aus
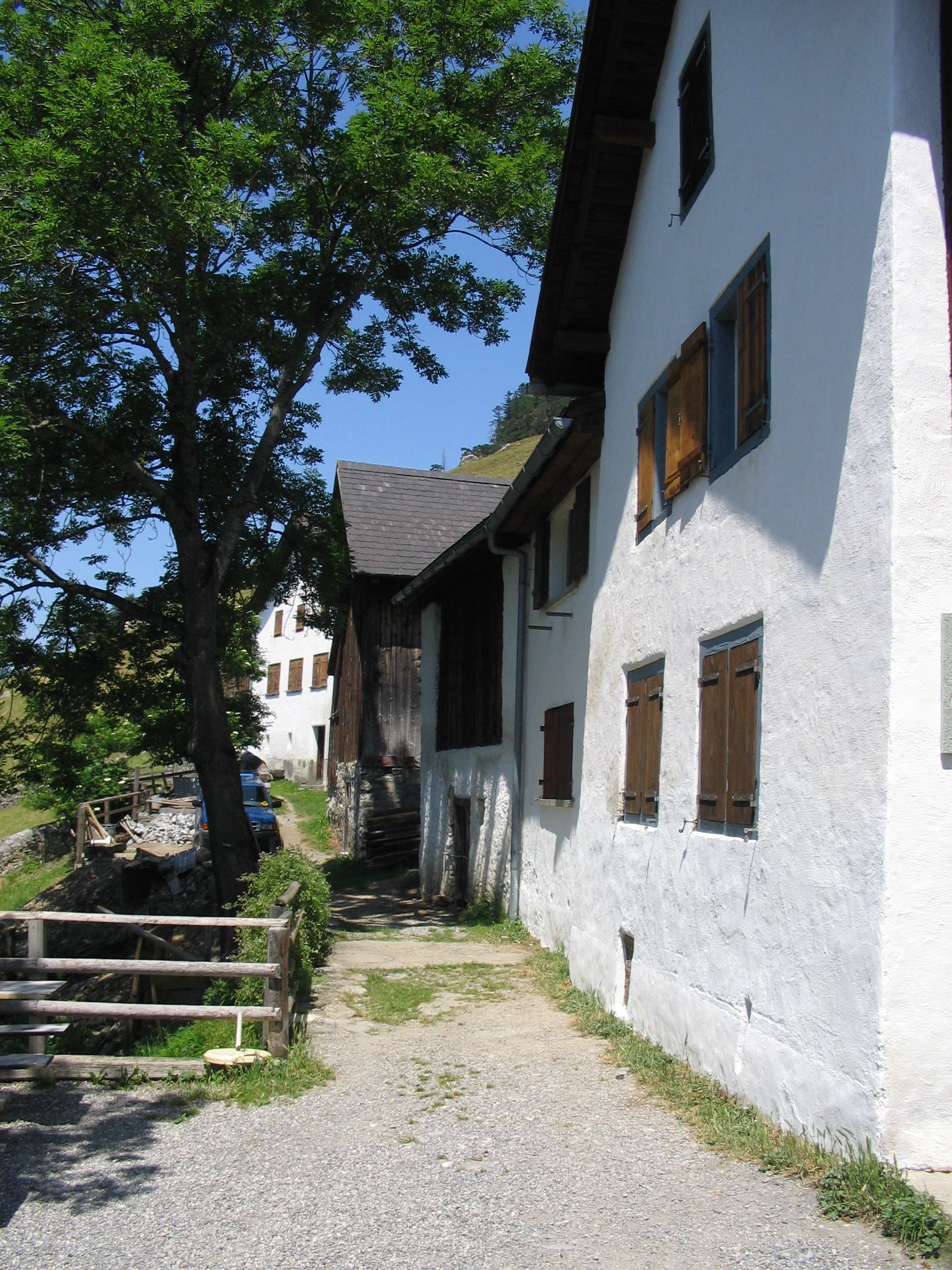
Guscha
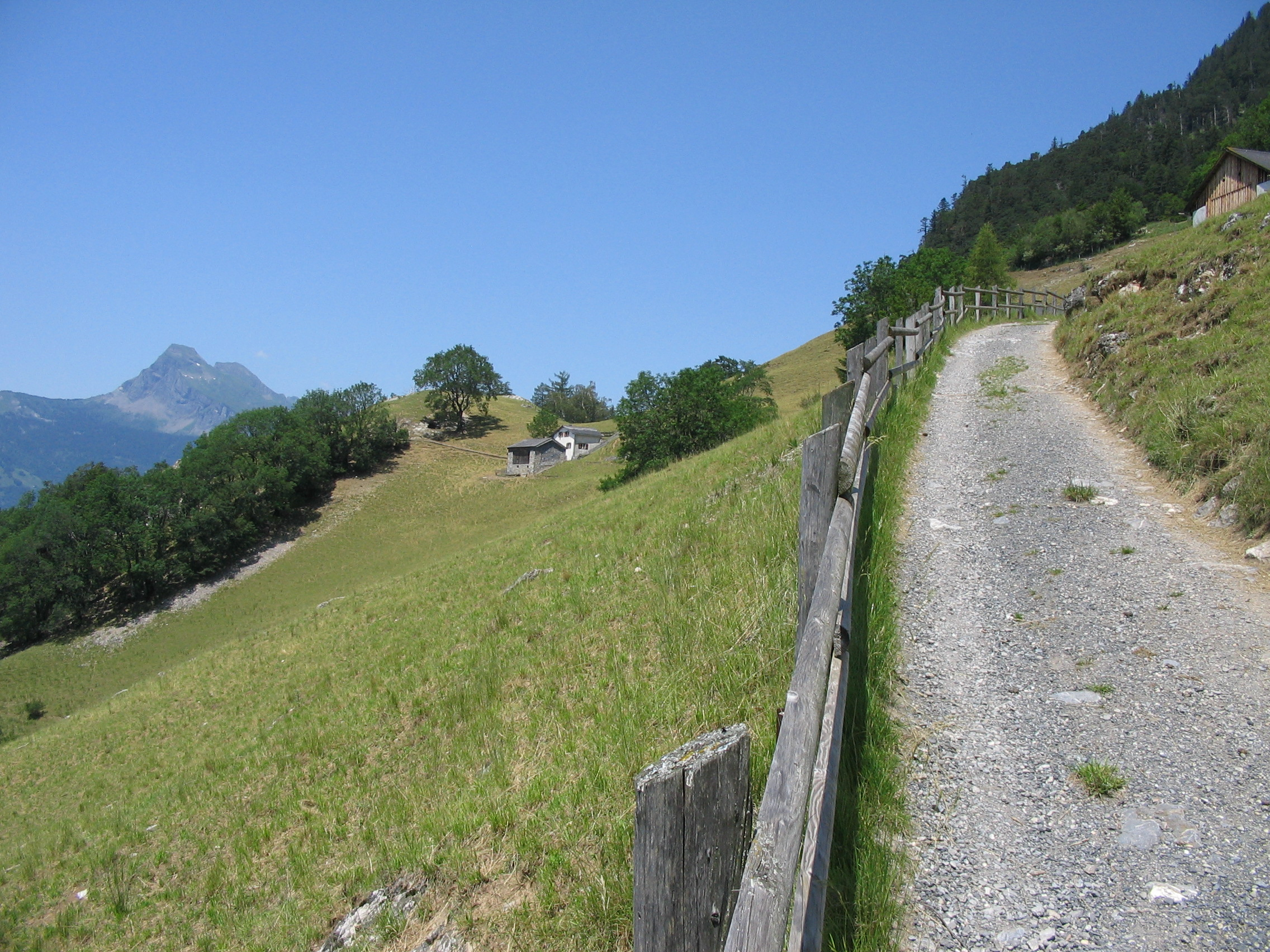
Vom Weg aus mit Alvier im Hintergrund